# Team HII 5th Stage「Beautiful World」公演
Team HII 5th Stage「Beautiful World」公演是SNH48的剧场公演，此套公演同時也是SNH48 Team HII的首套原創公演。

## 概要
《Beautiful World》是历时长达8个月的企划制作周期，经过一年的打磨历练，SNH48音乐原创之路逐渐成型，《Beautiful World》公演也在基本架构上也有所调整和改变。《Beautiful World》被运营方视为SNH48 Group“全面铺展原创作品计划”的关键项目，它的上演亦标志着SNH48已全面实现剧场公演100%原创。

## 公演曲目
1. overture (SNH48 ver.)
2. H Zone 
（作詞：张鹏鹏　作曲：WG　编曲：Wave G）
3. I Hate You 
（作詞：易贝儿　作曲：高永滕　编曲：黄尹浩）
4. 黑夜女神 
（作詞：傅锦川　作曲：张宴菁　编曲：郭伟聪）
5. High Light 
（作詞：谢梦琼　作曲：鸭毛　编曲：郭伟聪）
6. 背水一战 
（作詞：武婧、张鹏鹏　作曲：Emi Yeh　编曲：张博彦）
7. 天使的圈套 
（作詞：傅锦川　作曲：张宴菁　编曲：谢维）
8. 化学超女子 
（作詞：张鹏鹏　作曲：WG　编曲：奥斯卡）
9. 关不掉 
（作詞：陈学圣　作曲：徐凤仪　编曲：郭伟聪）
10. 完美犯罪 
（作詞：天乐　作曲：都智文　编曲：都智文）
11. 对峙 
（作詞：张鹏鹏　作曲：吴依瑄　编曲：吴依瑄）
12. Why 
（作詞：易贝儿　作曲：马大班　编曲：黄尹浩）
13. 花与火（Orange Fire）
（作詞：易贝儿　作曲：欧育齐　编曲：小冷）
14. 美丽世界（Beautiful World）
（作詞：吳燕文　作曲：鴨毛　编曲：謝維）
15. 天天向上 
（作詞：小7　作曲：任中强　编曲：任中强、Wave G、吴依瑄）
16. Running Girls 
（作詞：张鹏鹏　作曲：任中强　编曲：任中强）
17. 如果有你在 
（作詞：张鹏鹏　作曲：吴依瑄　编曲：吴依瑄）

### CKG48 Team K 2nd Stage“美丽世界”公演
- 《H Zone》更改歌词为《K Zone》
- 《天天向上》与《Running Girls》替换为《灰姑娘》（日文作词：秋元康　作曲、编曲：井上义正）与《爱的洄游鱼》 （日文作词：秋元康　作曲：Gajin　编曲：市川裕一）

## SNH48 Team HII 5th Stage「Beautiful World」公演
- 公演期間：2017年4月8日[4]－2018年3月3日
- 出演成员
  - 常规16人演出：郝婉晴、劉炅然、林楠、劉佩鑫、李清揚、沈夢瑤、孫珍妮、王柏碩、吳燕文、徐晗、謝妮、徐伊人、許楊玉琢、袁航、楊惠婷、張昕
  - 初日演出：郝婉晴、劉炅然、林楠、劉佩鑫、李清揚、沈夢瑤、孫珍妮、王露皎、吳燕文、徐晗、謝妮、徐伊人、許楊玉琢、袁航、楊惠婷、張昕
- 分組曲擔當
  - 背水一战（劉佩鑫、吳燕文、徐伊人）
  - 天使的圈套（謝妮、許楊玉琢）
  - 化学超女子（郝婉晴、李清揚、孫珍妮、王柏碩（王露皎））
  - 关不掉（徐晗）
  - 完美犯罪（袁航、楊惠婷、張昕）
  - 对峙（劉炅然、林楠、沈夢瑤）

## SHY48 Team HIII 2nd Stage「美麗世界」公演
- 公演期間：2017年10月21日－2018年2月25日
- 出演成员
  - 常规16人演出：董思佳、高志娴、龚梦婷、寇承希、李晴、李熙凝、刘静晗、逯方竹、曲悦萌、任雨情、王菲妍、王睿琦、徐斐然、张爱静、張雲夢、郑洁丽
  - 初日演出：董思佳、高崇、龚梦婷、高志娴、寇承希、李晴、李熙凝、刘静晗、逯方竹、曲悦萌、王菲妍、王睿琦、张爱静、张儒轶、张羽涵、郑洁丽
- 分組曲擔當
  - 背水一战（龚梦婷、寇承希、李晴）
  - 天使的圈套（李熙凝、張雲夢（张羽涵））
  - 化学超女子（任雨情（张儒轶）、王睿琦、张爱静、郑洁丽）
  - 关不掉（刘静晗）
  - 完美犯罪（董思佳、曲悦萌、徐斐然（高崇））
  - 对峙（高志娴、逯方竹、王菲妍）

## CKG48 Team K 2nd Stage「美丽世界」公演
- 公演期間：2018年6月16日－12月30日
- 出演成员
  - 常规16人演出：艾芷亦、邓倩、韩林芹、郝婧怡、黄琬璎、李瑜璇、林舒晴、刘炅然、田祯臻、王露皎、魏小燕、吴晶晶、吴学雨、夏文倩、章宇阳、赵泽慧
  - 初日演出：艾芷亦、戴紫薇、邓倩、韩林芹、郝婧怡、黄琬璎、李瑜璇、林舒晴、田祯臻、王露皎、魏小燕、吴晶晶、吴学雨、夏文倩、章宇阳、赵泽慧
- 分組曲擔當
  - 背水一战（韩林芹、王露皎、夏文倩）
  - 天使的圈套（郝婧怡、李瑜璇）
  - 化学超女子（邓倩、林舒晴、魏小燕、吴晶晶）
  - 关不掉（田祯臻）
  - 完美犯罪（黄琬璎、李瑜璇、吴学雨）
  - 对峙（艾芷亦、章宇阳、赵泽慧）

## SNH48年度金曲大賞各曲排名
| 歌曲          | 第4屆  | 第5届    |
| ------------- | ------ | -------- |
| H Zone        | 未入選 | 未入选   |
| I Hate You    | 未入選 | 未入选   |
| 黑夜女神      | 50     | 星辰组 3 |
| High Light    | 未入選 | 未入选   |
| 背水一戰      | 未入選 | 未入选   |
| 天使的圈套    | 42     | 未入选   |
| 化學超女子    | 未入選 | 未入选   |
| 關不掉        | 未入選 | 未入选   |
| 完美犯罪      | 未入選 | 未入选   |
| 對峙          | 未入選 | 未入选   |
| Why           | 未入選 | 未入选   |
| 花與火        | 49     | 未入选   |
| 美麗世界      | 未入選 | 未入选   |
| 天天向上      | 未入選 | 未入选   |
| Running Girls | 未入選 | 未入选   |
| 如果有你在    | 未入選 | 未入选   |

## 外部連結
- SNH48 Team HII官方网站的介绍（页面存档备份，存于）
- CKG48 Team K官方网站的介绍